# 銭宰
銭 宰（せん さい、1302年 - 1397年）は、元末明初の儒学者。字は子予、またの字は伯均。紹興府会稽県の出身。本貫は杭州府臨安県。

## 生涯
呉越の武粛王銭鏐の十四世の孫とされる。至正11年（1351年）、元朝の進士に及第した。親が老齢であったため、仕官しなかった。洪武2年（1369年）、明の洪武帝に召し出されて国子助教となった。「金陵形勝論」・「歴代帝王楽章」を作り、いずれも洪武帝に称賛された。洪武10年（1377年）、帰休を願い出た。博士に進められ、帰郷を許された。
洪武27年（1394年）、洪武帝が蔡沈の『書集伝』を見ると、象数讖緯の運行が朱熹の『詩集伝』と矛盾しており、その他の注釈や鄒季友の論じるところも定まっていなかった。洪武帝は天下の老儒碩学を召し出してこれを訂正させようとした。兵部尚書の唐鐸が銭宰や張美和・靳権らを推挙した。洪武帝の命を伝えられて銭宰は上京し、劉三吾の下で修訂にあたった。書が完成すると、『書伝会選』と名づけられ、天下に頒布された。銭宰は手厚い賜物を受けて、帰郷した。洪武30年（1397年）、死去した。享年は96。著書に『臨安集』6巻があった。